# Steve Martin
Stephen Glenn Martin, detto Steve (Waco, 14 agosto 1945), è un attore, comico, sceneggiatore, produttore cinematografico, musicista e produttore televisivo statunitense.

## Biografia

### Le origini e la formazione

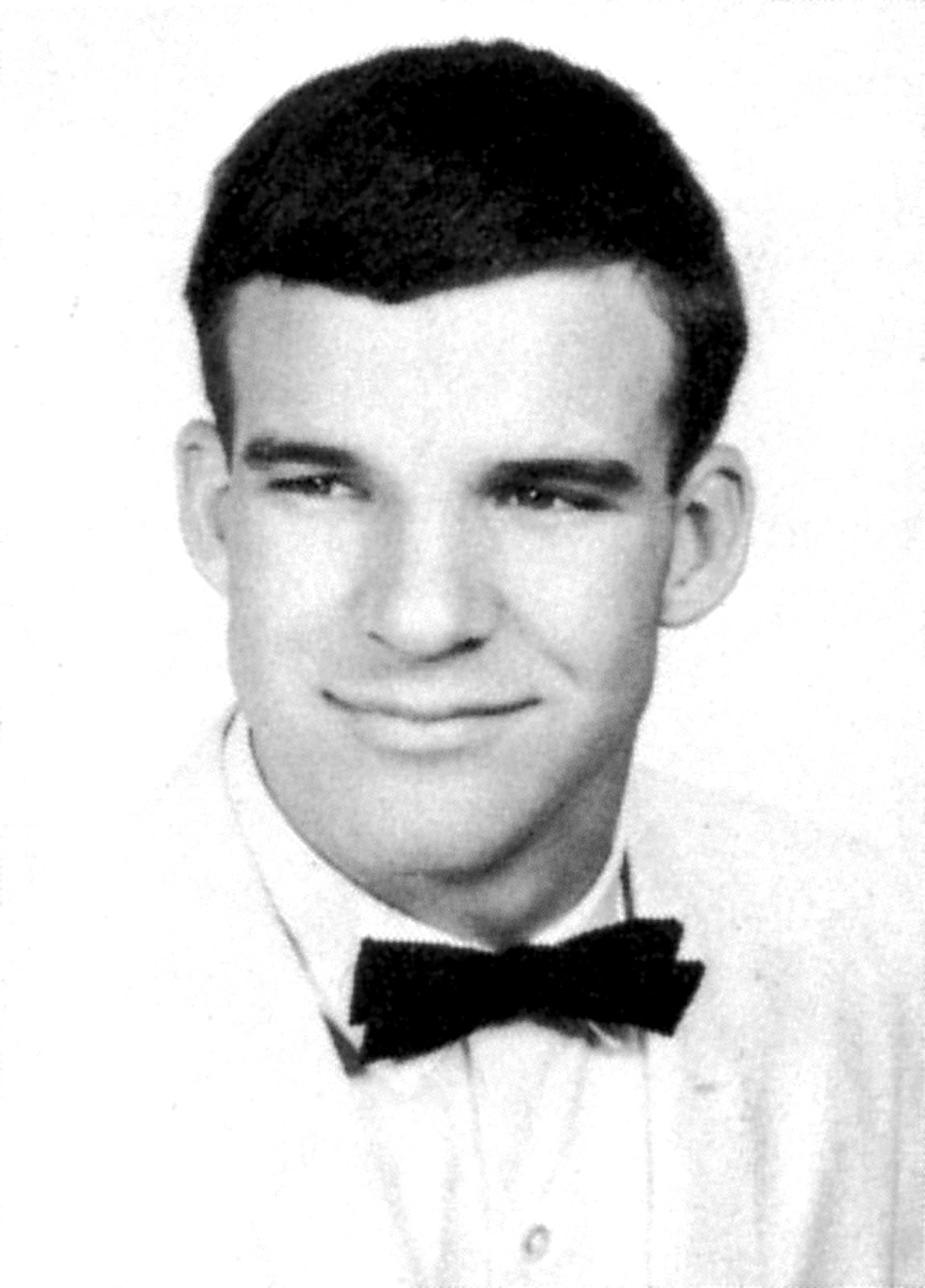
Steve Martin nel 1963

Nato a Waco, nel Texas, figlio di un mediatore immobiliare che aspirava a fare l'attore e di una casalinga, è cresciuto in California, a Garden Grove (Orange County). È di origine irlandese, scozzese e inglese. Da ragazzino lavora presso il "Magic Shop" di Disneyland dove sviluppa il suo talento per i giochi manuali e la magia e impara a creare gli animali con i palloncini e a suonare il banjo. Frequenta le scuole superiori, la Garden Grove High School, impegnandosi anche nel cheerleading, e in seguito, per breve tempo, frequenta teatro e poesia inglese al Santa Ana College, a Santa Ana.
In questo periodo si aggiunge a una piccola compagnia teatrale formata dai suoi vecchi compagni delle superiori, con la quale rappresenta commedie. Si aggiunge poi alla compagnia teatrale del parco divertimenti Knott's Berry Farm, a Buena Park, dove conosce Stormie Sherk, attrice e showgirl, futura scrittrice di argomenti religiosi, e si fidanza con lei.
Convinto dalla fidanzata, studia filosofia alla California State University di Long Beach pensando di abbandonare lo spettacolo per passare all'insegnamento ma, capendo l'illogicità e i paradossi di certa filosofia, dopo la laurea nel 1967 ritorna sui suoi passi, ritenendo comunque fondamentali questi anni di studio per la sua formazione. Decide quindi di trasferirsi a Los Angeles, per una laurea specialistica in Teatro all'Università della California, ma inizia quasi subito a lavorare da cabarettista nei night club, abbandonando i nuovi studi.
A 22 anni, nello stesso 1967, è fidanzato con una ballerina di uno show televisivo intitolato The Smothers Brothers Comedy Hour. Grazie alla sua ragazza, Steve entra in contatto con l'autore principale dello show, Mason Williams, che lo prende nella sua squadra pagandolo inizialmente con soldi sottratti dai propri compensi. La collaborazione è molto positiva e prosegue portando a tutto il gruppo degli autori l'ambito premio Emmy nel 1969.
Martin è ormai un autore televisivo apprezzato e comincia anche a fare le sue prime apparizioni in alcuni dei suoi programmi. Piano piano comincia anche a esibirsi, sempre su pezzi scritti da sé, in teatri e club, dapprima all'apertura di alcuni spettacoli di altre compagnie, poi in rassegne di cabarettisti. Nel 1976 ottiene una nuova nomination ai premi Emmy per il programma Van Dyke and Company.

### Il successo

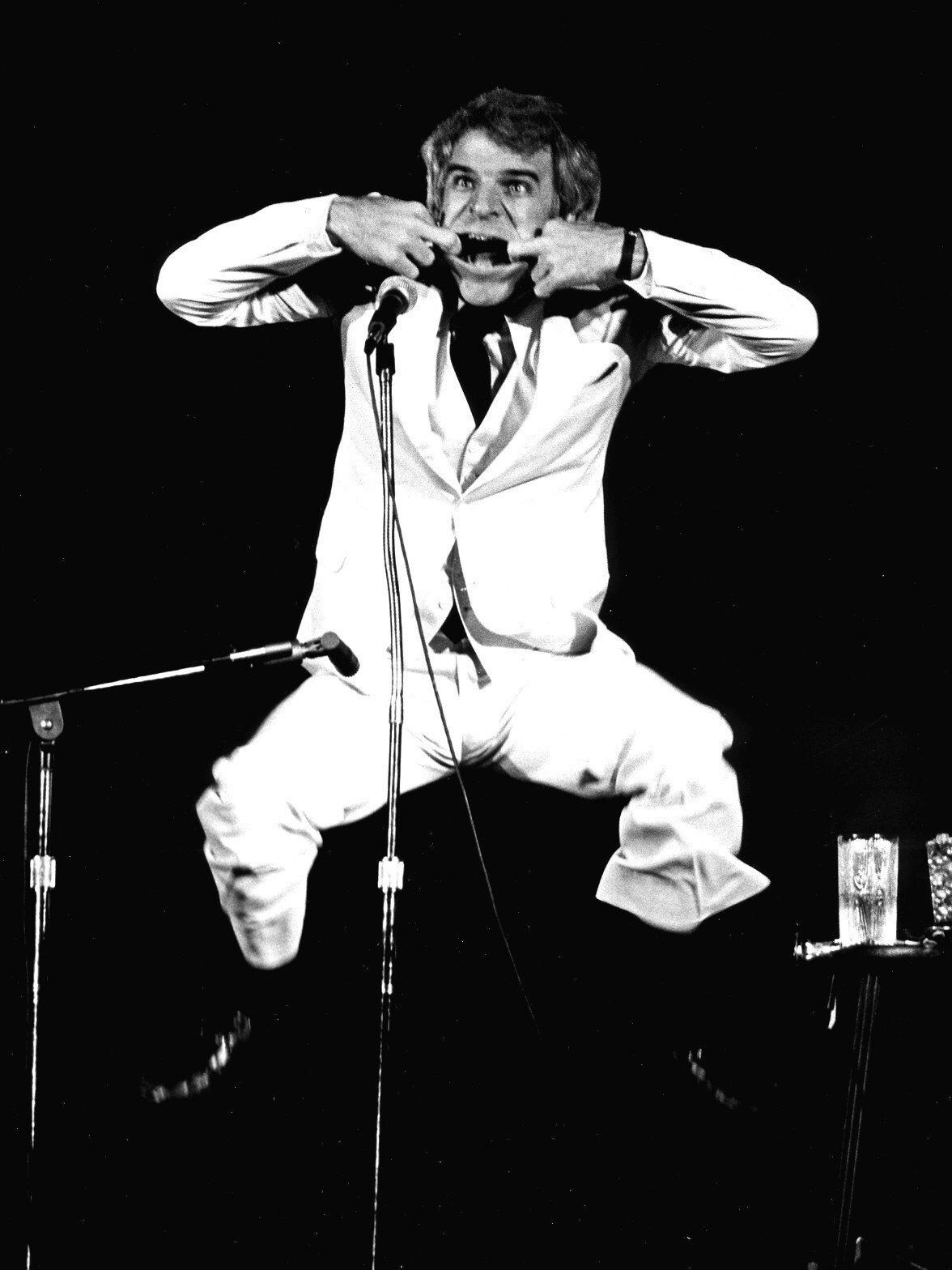
Steve Martin nel 1977

A metà degli anni settanta, colleziona numerosissime partecipazioni agli show più seguiti della tv statunitense, compreso il nascente Saturday Night Live del quale sarà uno dei volti più noti pur non entrando mai ufficialmente a fare parte del cast. L'anno successivo incide il suo primo album di esibizioni cabarettistiche live Let's get small, ottenendo un grande successo. Altrettanto successo ha con il secondo album, A Wild and Crazy Guy che nel 1978 vince il Grammy Award per il miglior album comico dell'anno.

### La carriera cinematografica
Acquisita una grande popolarità come comico buffo e un po' demenziale Steve Martin è pronto ad affrontare il salto verso il cinema, che è il suo vero obiettivo, forte anche di una popolarità grandissima negli Stati Uniti dovuta agli album campioni di vendite, cui seguono tour degni di una rock star. Il suo esordio è con un cortometraggio di sette minuti dal titolo The Absent-Minded Waiter, con Buck Henry e Teri Garr, da lui scritto, e che subito ebbe una candidatuta al Premio Oscar per il miglior cortometraggio.
L'esordio vero e proprio da attore in un lungometraggio è in Sgt. Pepper's Lonely Hearts Club Band dove interpreta una canzone dei Beatles. Nel 1979 arriva Lo straccione, diretto da Carl Reiner, ma da lui scritto e interpretato, che ottiene un enorme successo e gli apre definitivamente le porte della carriera cinematografica. Questa sarà costellata di successi ma nel complesso risulterà discontinua per ciò che riguarda il giudizio della critica.
Questo primo grande successo apre molte opportunità alla carriera di Steve Martin che, per esempio, incontra Stanley Kubrick interessato a fargli interpretare un suo adattamento da Doppio sogno di Arthur Schnitzler, in forma di commedia sexy. Il progetto non viene portato avanti e solo venti anni più tardi, dallo stesso soggetto ma in una chiave differente, Kubrick realizzerà il suo ultimo film, Eyes Wide Shut.

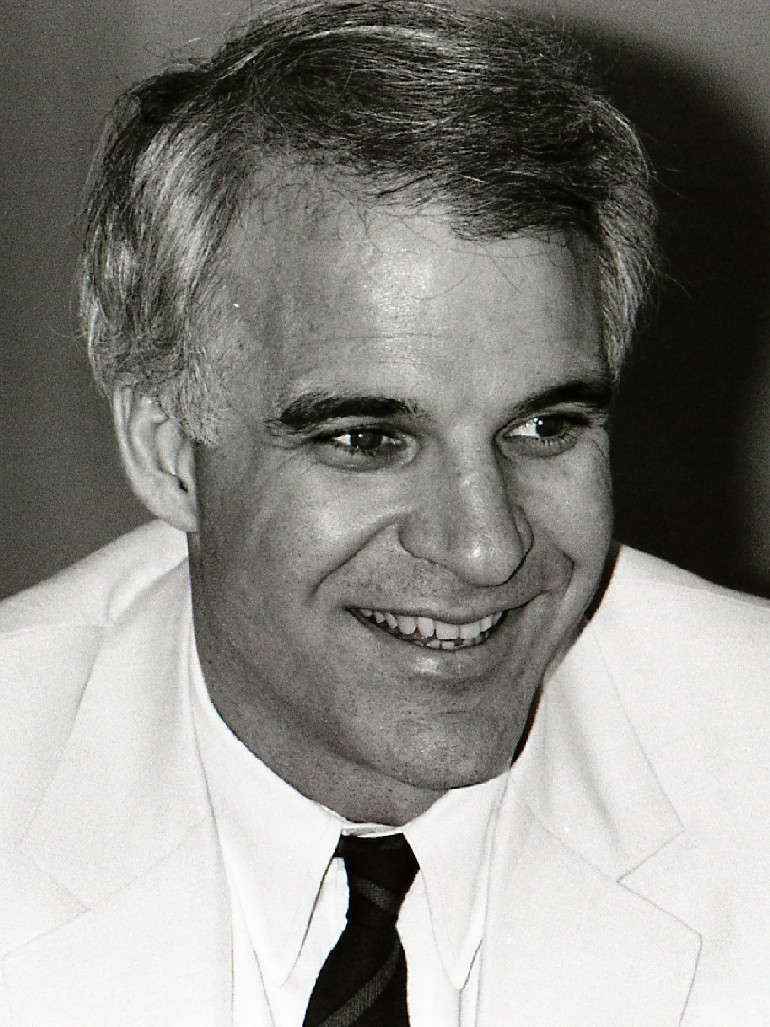
Steve Martin nel 1982

Altri successi come autore televisivo spingono Martin a provare la carta di un film, sempre tutto suo, ma stavolta non comico. Il film è Spiccioli dal cielo (1981) e il risultato è deludente nonostante un grande investimento in denaro e in tempo (solo le lezioni di tip-tap durarono mesi).
Il ritorno al genere comico con la regia di Carl Reiner lo ripaga con i successi di tre film molto diversi tra loro: Il mistero del cadavere scomparso (1982), Ho perso la testa per un cervello (1983) e Ho sposato un fantasma. Nel 1986, insieme agli amici Martin Short e Chevy Chase è protagonista del western comico I tre amigos! diretto da John Landis, con le musiche di Randy Newman.
Nel 1986 è nel cast della versione cinematografica del musical La piccola bottega degli orrori dove è un dentista sadico. Questo è anche il primo di tre film interpretati insieme a Rick Moranis.
Nel 1987 di nuovo un grande successo insieme a John Candy nella commedia diretta da John Hughes Un biglietto in due. Nello stesso anno interpreta ed è tra gli autori di Roxanne, una versione attualizzata del Cyrano de Bergerac che gli vale premi importanti e che, soprattutto, gli fa superare l'etichettatura di autore/attore esclusivamente comico. Nel 1988 è insieme a Michael Caine nello spassoso Due figli di..., remake diretto da Frank Oz di un vecchio classico hollywoodiano. Tra il 1989 e il 1990 interpreta altre due commedie con Rick Moranis: Parenti, amici e tanti guai di Ron Howard e Il testimone più pazzo del mondo.
Nei due anni successivi interpreta e scrive due film sulla sua città, Los Angeles: la commedia Pazzi a Beverly Hills e la tragedia esistenzialista Grand Canyon - Il cuore della città diretta da Lawrence Kasdan, dive interpreta uno dei suoi rari ruoli drammatici. Nel thriller di David Mamet del 1997, La formula, ha un ruolo ambiguo in una vicenda torbida. Ma è con le commedie per famiglie che si conferma come uno dei "principi del botteghino".

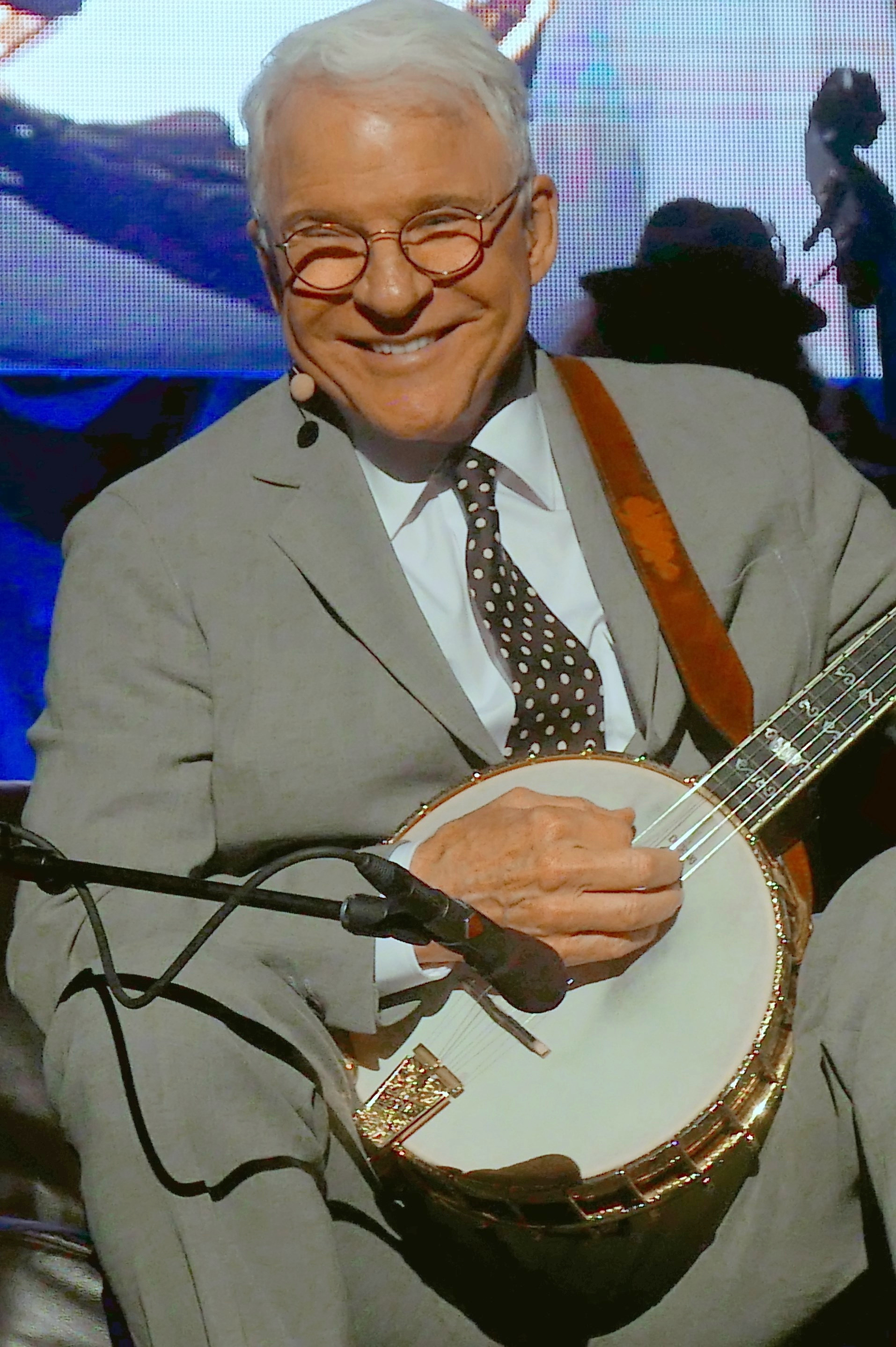
Steve Martin nel 2017

Con Il padre della sposa (1991), remake della commedia anni cinquanta nella quale ricalca il personaggio del padre geloso che fu di Spencer Tracy, si apre un nuovo fortunato capitolo nella sua carriera, ormai stella di livello internazionale. Dopo Il padre della sposa 2 (1995) di nuovo con Diane Keaton e Martin Short, interpreta Sperduti a Manhattan insieme a Goldie Hawn nel remake di una commedia del 1970 di Neil Simon nel ruolo che fu di Jack Lemmon, Un ciclone in casa (2003) e Una scatenata dozzina.
Nel 2005 viene trasposto al cinema un suo romanzo, Shopgirl, da lui stesso prodotto e interpretato insieme a Claire Danes. Nel 2006 interpreta l'ispettore Clouseau e nel 2009 con il sequel La Pantera Rosa 2.
Attivo anche in campo teatrale, ha recitato in Aspettando Godot di Samuel Beckett nel 1988 e nel 2002 ha prodotto un nuovo allestimento del dramma The Elephant Man a Broadway. È inoltre autore di una mezza dozzina di opere teatrali portati in scena a Broadway e nell'Off-Broadway, mentre nel 2014 ha ottenuto un successo di critica con il musical Bright Star, di cui ha scritto la colonna sonora e il libretto. Per quest'ultimo, ha ricevuto due candidature ai Tony Award nelle categorie al miglior libretto di un musical e miglior colonna sonora originale.

### Altre attività
Steve Martin non ha mai smesso la sua attività di autore, scrivendo racconti e commedie ottenendo successi anche in questo ambito. In particolare la commedia Picasso at the Lapin Agile è stata rappresentata in diverse città degli Stati Uniti.
Nel 2002 è tornato ad aggiudicarsi un Grammy Award per la miglior performance in un brano country, Foggy Mountain Breakdown di Earl Scruggs and Friend, grazie alla registrazione di un brano classico con il suo banjo. Ha presentato, insieme a Alec Baldwin, la cerimonia dei Premi Oscar 2010.
Martin è un grande appassionato d'arte moderna della quale è collezionista e per la quale ha contribuito sotto forma di sostanziose donazioni verso musei e istituzioni pubbliche per l'allestimento di esposizioni e l'acquisizione di opere.

### Vita privata
Si è sposato due volte: prima dal 1986 al 1994 con l'attrice Victoria Tennant; la seconda nel 2007 con la scrittrice Anne Stringfield, con cui era fidanzato da tre anni e da cui ha avuto una figlia, nata nel 2012.
È un membro del Mensa.

## Filmografia

### Cinema
- Another Nice Mess, regia di Bob Einstein (1972)
- Sgt. Pepper's Lonely Hearts Club Band, regia di Michael Schultz (1978)
- Ecco il film dei Muppet (The Muppet Movie), regia di James Flawley (1979)
- Lo straccione (The Jerk), regia di Carl Reiner (1979)
- Spiccioli dal cielo (Pennies from Heaven), regia di Herbert Ross (1981)
- Il mistero del cadavere scomparso (Dead Men Don't Wear Plaid), regia di Carl Reiner (1982)
- Ho perso la testa per un cervello (The Man with Two Brains), regia di Carl Reiner (1983)
- Anime gemelle (The Lonely Guy), regia di Arthur Hiller (1984)
- Ho sposato un fantasma (All of Me), regia di Carl Reiner (1984)
- Dinosauri a colazione (Movers & Shakers), regia di William Asher (1985)
- I tre amigos! (¡Three Amigos!), regia di John Landis (1986)
- La piccola bottega degli orrori (Little Shop of Horrors), regia di Frank Oz (1986)
- Roxanne, regia di Fred Schepisi (1987)
- Un biglietto in due (Planes, Trains & Automobiles), regia di John Hughes (1987)
- Due figli di... (Dirty Rotten Scoundrels), regia di Frank Oz (1988)
- Parenti, amici e tanti guai (Parenthood), regia di Ron Howard (1989)
- Il testimone più pazzo del mondo (My Blue Heaven), regia di Herbert Ross (1990)
- Pazzi a Beverly Hills (L.A. Story), regia di Mick Jackson (1991)
- Il padre della sposa (Father of the Bride), regia di Charles Shyer (1991)
- Grand Canyon - Il cuore della città (Grand Canyon), regia di Lawrence Kasdan (1991)
- Moglie a sorpresa (HouseSitter), regia di Frank Oz (1992)
- Vendesi miracolo (Leap of Faith), regia di Richard Pearce (1992)
- Uno strano scherzo del destino (A Simple Twist of Fate), regia di Gillies MacKinnon (1994)
- Agenzia salvagente (Mixed Nuts), regia di Nora Ephron (1994)
- Il padre della sposa 2 (Father of the Bride Part II), regia di Charles Shyer (1995)
- Sergente Bilko (Sgt. Bilko), regia di Jonathan Lynn (1996)
- La formula (The Spanish Prisoner), regia di David Mamet (1997)
- Sperduti a Manhattan (The Out-of-Towners), regia di Sam Weisman (1999)
- Bowfinger, regia di Frank Oz (1999)
- Fantasia 2000, di registi vari (1999)
- The Venice Project, regia di Robert Dornhelm (1999)
- Il segreto di Joe Gould (Joe Gould's Secret), regia di Stanley Tucci (2000)
- Novocaine, regia di David Atkins (2001)
- Un ciclone in casa (Bringing Down the House), regia di Adam Shankman (2003)
- Looney Tunes: Back in Action, regia di Joe Dante (2003)
- Una scatenata dozzina (Cheaper by the Dozen), regia di Shawn Levy (2003)
- Jiminy Glick in Lalawood, regia di Vadim Jean (2004)
- Shopgirl, regia di Anand Tucker (2005)
- Il ritorno della scatenata dozzina (Cheaper by the Dozen 2), regia di Adam Shankman (2005)
- La Pantera Rosa (The Pink Panther), regia di Shawn Levy (2006)
- Baby Mama, regia di Michael McCullers (2008)
- La Pantera Rosa 2 (The Pink Panther 2), regia di Harald Zwart (2009)
- È complicato (It's complicated), regia di Nancy Meyers (2009)
- Un anno da leoni (The Big Year), regia di David Frankel (2011)
- Billy Lynn - Un giorno da eroe (Billy Lynn's Long Halftime Walk), regia di Ang Lee (2016)

### Televisione
- The Smothers Brothers Comedy Hour - serie TV, episodio 3x20 (1969)
- Shepherd's Flock, regia di Peter Tewksburry - film TV (1971)
- The Sonny and Cher Comedy Hour - serie TV, 12 episodi (1972)
- Doc - serie TV, episodio 1x23 (1976)
- Muppet Show (The Muppet Show) - serie TV, episodio 2x08 (1977)
- The Tracey Ullman Show - serie TV, episodio 2x01 (1987)
- Guerra al virus (And the Band Played On), regia di Roger Spottiswoode - film TV (1993)
- The Martin Short Show - serie TV, episodio 1x02 (1994)
- The Rutles 2: Can't Buy Me Lunch, regia di Eric Idle - film TV (2002)
- 30 Rock - serie TV, episodio 3x04 (2008)
- Only Murders in the Building - serie TV, 40 episodi (2021-2024)

### Doppiaggio
- Off to See the Wizard - serie TV, episodio 1x06 (1967)
- I Simpson - serie TV, episodio 9x22 (1998)
- Il principe d'Egitto (The Prince of Egypt), regia di Brenda Chapman e Steve Hickner (1998)
- Home - A casa (Home), regia di Tim Johnson (2015)
- Natale all'improvviso (Love the Coopers), regia di Jessie Nelson (2015) - voce narrante

### Produttore

#### Cinema
- I tre amigos! (Three Amigos), regia di John Landis (1986)
- Roxanne, regia di Fred Schepisi (1987)
- Pazzi a Beverly Hills (L.A. Story), regia di Mick Jackson (1991)
- Uno strano scherzo del destino (A Simple Twist of Fate), regia di Gillies MacKinnon (1994)
- Shopgirl, regia di Anand Tucker (2005)
- Traitor - Sospetto tradimento (Traitor), regia di Jeffrey Nachmanoff (2008)

#### Televisione
- Only Murders in the Building – serie TV, 40 episodi (2021-2024)

## Teatro

### Autore
- Picasso at the Lapin Theatre (1993)
- Guillotine (1994)
- Patter for the Floating Lady (1995)
- The Zig-Zag Woman (1995)
- W.A.S.P. (1995)
- The Underpants (2002)
- Bright Star (2016)
- Meteor Shower (2017)

### Compositore
- Come vi piace di William Shakespeare, regia di Daniel J. Sullivan. Delacorte Theater (2012)
- Bright Star, colonna sonora e libretto di Steve Martin, regia di Walter Bobbie. Cort Theatre (2016)

### Attore
- Aspettando Godot di Samuel Beckett, regia di Mike Nichols. Lincoln Center (1988)

### Produttore
- The Elephant Man di Bernard Pomerance, regia di Sean Mathias. Bernard B. Jacobs Theatre (2002)

## Opere
- Lo straccione (1979) - Sceneggiatura scritta con Carl Gottlieb
- Cruel Shoes (1979) - Raccolta di articoli
- Picasso at the Lapin Agile and Other Plays: Picasso at the Lapin Agile, the Zig-Zag Woman, Patter for the Floating Lady, WASP (1993) - Commedia
- L.A. Story and Roxanne: Two Screenplays (1987) - Due sceneggiature pubblicate insieme
- Pure Drivel (1998) - Raccolta di articoli
- Bowfinger (1999) - Sceneggiatura
- Eric Fischl: 1970–2000 (2000)
- Modern Library Humor and Wit Series (2000)
- Shopgirl (2000) - Racconto
- Kindly Lent Their Owner: The Private Collection of Steve Martin (2001) - Libro d'arte
- The Underpants: A Play (2002) - Commedia
- Un cuore timido (The Pleasure of My Company) (2003) - Romanzo
- Shopgirl (2005) - Sceneggiatura
- The Alphabet from A to Y with Bonus Letter Z (2007) - Libro per bambini illustrato da Roz Chast
- Nato col botto (Born Standing Up) (2007) - Autobiografia
- Oggetti di bellezza (An Object of Beauty) (2010) - Romanzo
- Late For School (2010) - Libro per bambini
- The Ten, Make That Nine, Habits of Very Organized People. Make That Ten: The Tweets of Steve Martin (2012) -Raccolta di tweet
- Bright Star (2014) - Musical
- Meteor Shower (2016) - Commedia
- Steve Martin and Martin Short: An Evening You Will Forget for the Rest of your Life (2018) - Co-scritto con Martin Short

## Discografia
- Let's Get Small (1977)
- King Tut (1978, 45 RPM singolo)
- A Wild and Crazy Guy, (1978)
- Comedy is Not Pretty! (1979)
- The Steve Martin Brothers (1981)
- The Crow (new songs for the Five-String Banjo) - 2009
- Rare Bird Alert (Steve Martin and The Steep Canyon Ranger) (2011)
- Love Has Come For You (Edie Brickell) (2013)
- Live (Steve Martin And The Steep Canyon Rangers Featuring Edie Brickell Live) (2014)

## Riconoscimenti
- Premio Oscar
  - 2013 – Oscar onorario
- Premio Emmy
  - 1969 - Miglior sceneggiatura per una serie comica o commedia, varietà o trasmissione musicale per The Smothers Brothers Comedy Hour
  - 1972 - Candidatura alla miglior sceneggiatura in una serie varietà per The Sonny and Cher Comedy Hour
  - 1976 - Candidatura alla miglior sceneggiatura in una serie varietà comica o musicale per Van Dyke and Company
  - 2001 - Candidatura alla miglior interpretazione in un programma varietà o musicale per i Premi Oscar 2001
  - 2009 - Candidatura al miglior attore guest in una serie commedia per 30 Rock
  - 2010 - Candidatura al miglior programma varietà per i Premi Oscar 2010
  - 2010 - Candidatura alla miglior sceneggiatura per un programma varietà, comico o musicale per i Premi Oscar 2010
  - 2018 - Candidatura al miglior programma varietà per Steve Martin & Martin Short: An Evening You Will Forget for the Rest of Your Life
  - 2018 - Candidatura alla miglior sceneggiatura per uno speciale varietà per Steve Martin & Martin Short: An Evening You Will Forget for the Rest of Your Life
  - 2018 - Candidatura alla miglior canzone per The Buddy Song
  - 2022 - Candidatura alla miglior serie commedia per Only Murders in the Building
  - 2022 - Candidatura al miglior attore in una serie commedia per Only Murders in the Building
  - 2022 - Candidatura alla miglior sceneggiatura per una serie commedia per Only Murders in the Building
  - 2023 - Candidatura alla miglior serie commedia per Only Murders in the Building
  - 2024 - Candidatura al miglior attore in una serie commedia per Only Murders in the Building
- Golden Globe
  - 1982 – Candidatura al miglior attore in un film commedia o musicale per Spiccioli dal cielo
  - 1985 – Candidatura al miglior attore in un film commedia o musicale per Ho sposato un fantasma
  - 1988 – Candidatura al miglior attore in un film commedia o musicale per Roxanne
  - 1990 – Candidatura al miglior attore in un film commedia o musicale per Parenti, amici e tanti guai
  - 1996 – Candidatura al miglior attore in un film commedia o musicale per Il padre della sposa 2
  - 2022 – Candidatura al miglior attore in una serie commedia o musicale per Only Murders in the Building
  - 2023 – Candidatura al miglior attore in una serie commedia o musicale per Only Murders in the Building
  - 2024 - Candidatura al miglior attore in una serie commedia o musicale per Only Murders in the Building
- Screen Actors Guild Award
  - 2022 – Candidatura al miglior attore in una serie commedia per Only Murders in the Building
  - 2022 – Candidatura al miglior cast in una serie commedia per Only Murders in the Building
- American Comedy Awards
  - 1987 – Candidatura all'attore più divertente per La piccola bottega degli orrori
  - 1988 – Candidatura all'attore più divertente per Roxanne
  - 1990 – Candidatura all'attore più divertente per Parenti, amici e tanti guai
  - 1996 – Candidatura all'attore più divertente per Il padre della sposa 2
  - 1999 – Candidatura all'apparizione più divertente di una guest star maschile in una serie TV per David Letterman Show
  - 2000 – Premio alla carriera nella commedia
- Teen Choice Awardss
  - 2000 – Candidatura al miglior bugiardo per Bowfinger
  - 2003 – Candidatura al miglior sibillo per Un ciclone in casa
- MTV Movie Awards
  - 1992 – Candidatura alla miglior performance comica per Il padre della sposa
  - 2004 – Candidatura alla miglior sequenza di ballo per Un ciclone in casa
  - 2022 – Candidatura alla miglior coppia per Only Murders in the Building (condiviso con Selena Gomez e Martin Short)

## Doppiatori italiani
Nelle versioni in italiano delle opere in cui ha recitato, Steve Martin è stato doppiato da:
- Michele Kalamera in Ho perso la testa per un cervello, Pazzi a Beverly Hills (entrambi i doppiaggi), Il padre della sposa, Guerra al virus, Uno strano scherzo del destino, Il padre della sposa 2, Sergente Bilko, La formula, Bowfinger, Fantasia 2000, Un ciclone in casa, Una scatenata dozzina, Il ritorno della scatenata dozzina
- Cesare Barbetti in Ho sposato un fantasma, Roxanne, Due figli di..., Moglie a sorpresa, Vendesi miracolo, Agenzia salvagente, Novocaine, Jiminy Glick in Lalawood
- Gino La Monica in Parenti, amici e tanti guai, 30 Rock, È complicato
- Oreste Rizzini in Dinosauri a colazione, Sperduti a Manhattan
- Mario Cordova ne Il testimone più pazzo del mondo, Only Murders in the Building
- Marco Mete ne La Pantera Rosa, La Pantera Rosa 2
- Carlo Reali in Muppet Show, Looney Tunes: Back in Action
- Gianni Marzocchi ne Lo straccione
- Ferruccio Amendola ne Il mistero del cadavere scomparso
- Carlo Sabatini in Anime gemelle
- Elio Pandolfi ne I tre amigos!
- Stefano De Sando ne La piccola bottega degli orrori
- Paolo Poiret in Un biglietto in due
- Romano Malaspina in Grand Canyon - Il cuore della città
- Giancarlo Dettori ne Il segreto di Joe Gould
- Dario Penne in Shopgirl
- Luca Biagini in Baby Mama
- Carlo Valli in Un anno da leoni
- Mario Scarabelli in Billy Lynn - Un giorno da eroe
- Renato Cortesi in Ecco il film dei Muppet (ridoppiaggio)
- Andrea Lavagnino in Muppet Show (ridoppiaggio)

Da doppiatore è sostituito da:
- Franco Zucca ne I Simpson
- Neri Marcorè ne Il principe d'Egitto
- Marco Mete in Home - A casa
- Michele Kalamera in Natale all'improvviso